# Масамунэ
Масамунэ Горо (яп. 五郎正宗 Горо: Масамунэ, ок. 1264 — 1343) — японский оружейник и мастер японского меча. Он был, вероятно, самым известным изготовителем мечей. Масамунэ работал в провинции Сагами, в конце эпохи Камакура. Он прославился тем, что создал новую для своего времени технологию изготовления мечей (тати и танто), которая называется Сосю. В этой традиции работало несколько поколений его последователей и учеников. Эта технология являлась способом создания сверхпрочных мечей. Использовались четыре сваренные между собой полосы стали, которые складывались вместе пять раз, в результате чего образовывалось количество слоев стали в клинке, равное 128. Легенда гласит, что Масамунэ отказывался подписывать свои клинки, потому что их невозможно было подделать.

## Особенности работ
Мечи Масамунэ славились своей исключительной красотой и качеством, при том, что в Японии тех лет сталь для мечей часто было низкокачественной и с обилием шлаков. Он в совершенстве владел искусством применения ниэ (яп. 錵) — мартенситных кристаллов в перлитовых матрицах, которые внешне напоминают звёзды на ночном небе.
Масамунэ обучался оружейному делу у Синтого Кунимицу и изготавливал клинки по техникам сугуха (прямая линия закалки) и нотарэ-хамон (передняя кромка клинка слегка волнистая в месте закалки). В меньшем количестве, он изготавливал мечи по технике ко-мидарэ (клинок с мелкими неровностями), которую позаимствовал из провинций Бидзэн и Хоки. Для его работ характерны тёмные линии, повторяющие узор зёрен в стали над хамоном, называемые тикэй, а также обильное применение ниэ, в том числе, в форме молнии (кинсудзи).
Мечи, созданные Масамунэ, чаще всего обозначаются именем самого кузнеца вместе с индивидуальным названием клинка, стоящим рядом. Самый известный меч оружейника — клинок Хондзё Масамунэ — символ сёгуната Токугава, который передавался из поколения в поколение, от сёгуна к сёгуну.
Масамунэ редко подписывал свои работы. Его автограф был найден на мечах Фудо Масамунэ, Кёгоку Масамунэ и Дайкоку Масамунэ. Судя по стилю его мечей, он работал начиная с позднего периода Камакура и заканчивая ранним периодом Намбокутё.

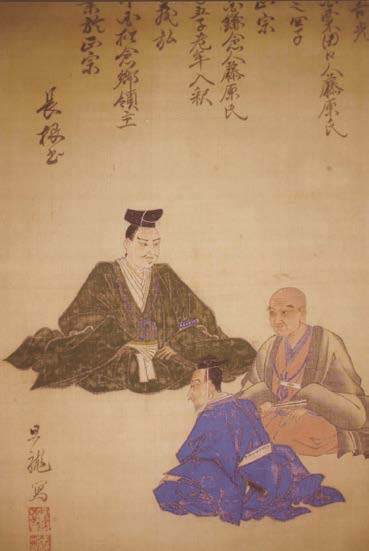
Три великих мастера искусства Сосю. Сверху вниз: Го-но Ёсихиро, Горо Масамунэ и Аватагути Ёсимицу

Его мечи чаще всего упоминаются в Кёхо Мэйбуцу Тё — японском каталоге высококачественных мечей из коллекций даймё, составленном в эру Кёхо семьёй Хонъами, занимавшейся полировкой и оценкой мечей. Этот каталог был составлен по приказу сёгуна Ёсимунэ в 1714 году и состоял из трёх книг. Первая книга, известная как Нихон Сансаку, представляет собой список работ трёх величайших оружейников по мнению Тоётоми Хидэёси, включая Го-но Ёсихиро, Аватагуси Ёсимицу, а также и самого Масамунэ. В книге назван сорок один его меч. В двух оставшихся книгах также есть информация о двадцати других клинках, выкованных Масамунэ, причём его работ в каталоге больше, чем работ всех других оружейников вместе взятых. Это объясняется тем, что и Хидэёси была страсть к оружейникам по технике Сосю, поскольку треть всех перечисленных в каталоге клинков выполнены по этой технологии.

## Легенда о Масамунэ и Мурамасе
Легенда гласит, что однажды Мурамаса, ученик Масамунэ, бросил своему учителю вызов, что изготовит самый острый меч. Соревнование состояло в том, что каждый должен был опустить свой клинок в узкий ручей так, чтобы острие было направлено против течения. Меч Мурамасы разрубал всё, что попадалось у него на пути: рыбу, листья и даже воздух, который дул на него. Впечатлённый работой своего ученика, Масамунэ опустил клинок в ручей и стал терпеливо выжидать. Меч смог разрезать только проплывшие листья. И даже когда подплыла рыба, она просто пронеслась мимо лезвия. Мурамаса начал насмехаться над своим учителем за то, что тот изготовил такой низкокачественный клинок. Улыбаясь, Масамунэ достал меч из воды и вставил его в ножны. Пока Мурамаса подшучивал над учителем, к ним двоим подошёл монах, наблюдавший за всем издалека. Он поклонился мастерам меча и начал объяснять, что он видел.
Первый меч неоспоримо прекрасен, однако его клинок зловещ и кровожаден, поскольку он рубит всё подряд без разбору. Он может с одинаковым успехом и разрезать бабочек, и отрубать головы. Второй меч безусловно лучше первого, поскольку он не уничтожает понапрасну то, что невинно и недостойно этого.
По другой версии легенды, оба меча одинаково хорошо разрезали листья, однако к клинку Мурамасы они прилипали, а у Масамунэ продолжали плыть дальше по течению. Ещё в одной версии говорится, что оба меча хорошо разрубили листья, но, что были разрезаны Масамунэ, восстанавливались по мере того как плыли дальше по течению. В другом варианте, клинок Мурамасы разрезал листья, а меч Масамунэ их отталкивал от себя, а ещё в одном, листья вначале разрубались Мурамасой, а затем вновь восстанавливались Масамунэ.
Согласно иной легенде, Мурамаса и Масамунэ были вызваны для того, чтобы сделать меч для сёгуна или императора. Готовые мечи ставились поперёк водопада, и всё повторялось, как и в предыдущей легенде. Именно поэтому, мечи Масамунэ считаются священными. По одной из легенд, Мурамаса был убит за создание «злых» клинков.
Хотя встреча Мурамасы и Масамунэ исторически была никак невозможна, оба кузнеца остаются символами своих эпох.